# Helse
Helse là một đô thị thuộc huyện Dithmarschen, trong bang Schleswig-Holstein, nước Đức. Đô thị Helse có diện tích 11,4 km², dân số thời điểm 31 tháng 12 năm 2006 là 946 người.